# Espina humeral

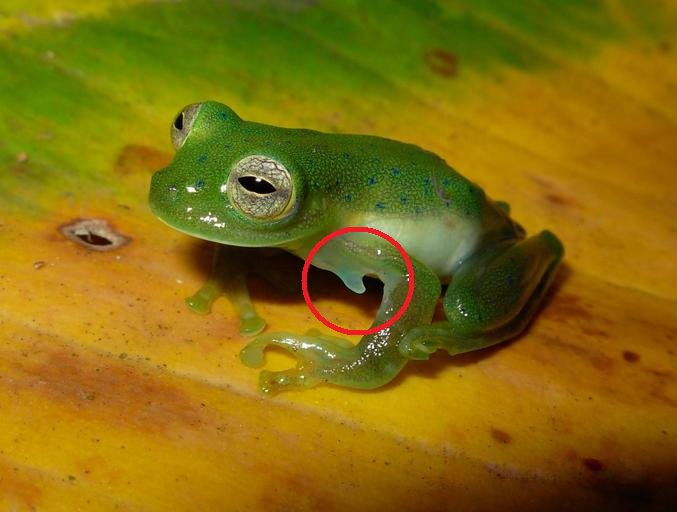
Espina humeral en la rana de cristal Espadarana prosoblepon.

La espina humeral es una extensión ventrolateral del hueso húmero presente en algunas especies de ranas. Es frecuente sobre todo en la familia de las ranas de cristal (Centrolenidae), aunque también se encuentra en miembros de la familia Telmatobiidae, Microhylidae e Hylidae. Aumenta de tamaño según el individuo va madurando, y existen grandes diferencias de tamaño y forma entre especies, lo que lo convierten en un carácter morfológico útil para distinguir entre especies. Solo lo presentan los machos y no las hembras, y estos, en los casos que se conocen, usan las espinas para agredir a sus rivales en combates territoriales.